# Суседи (филм из 1959)
Суседи је југословенски ТВ филм из 1959. године. Режирао га је Даниел Марушић а сценарио је написао Жељко Фалоут по делу Иве Андрића.

## Улоге
| Глумац         | Улога              |
| -------------- | ------------------ |
| Емил Кутијаро  | Барун              |
| Вика Подгорска | Госпођица Маријана |
| Вања Драх      | наратор            |